# Lonchocarpus pluvialis
Lonchocarpus pluvialis är en ärtväxtart som beskrevs av Henry Hurd Rusby. Lonchocarpus pluvialis ingår i släktet Lonchocarpus och familjen ärtväxter. Inga underarter finns listade i Catalogue of Life.